# ماتيو إلياس
ماتيو إلياس (بالفرنسية: Mathieu Elias)‏ هو رسام فرنسي، ولد في 1658 في نور في فرنسا، وتوفي في 22 أبريل 1741 في دونكيرك في فرنسا.